# Nshan Munchyan
Nshan Munchyan est un boxeur arménien né le 24 juin 1963 à Erevan.

## Carrière
Sa carrière amateur est principalement marquée par un titre de champion du monde à Tampere en 1993 dans la catégorie de poids mi-mouches et par un titre européen à Turin en 1987.